# Distoleon punctipennis
Distoleon punctipennis is een insect uit de familie van de mierenleeuwen (Myrmeleontidae), die tot de orde netvleugeligen (Neuroptera) behoort. 
Distoleon punctipennis is voor het eerst wetenschappelijk beschreven door Navás in 1912.